# 幸隆生
幸 隆生（みゆき たかお、1930年〈昭和5年〉 - ）は元・日本映画の特撮スタッフ。大分県出身。

## 人物
1951年に円谷技術研究所に入所し、合成を担当。1954年に東宝の合成室に移籍し、1962年に退社する。1983年の時点では、建築資材会社社長を務めていたとされる。
特技監督の有川貞昌は、幸は『透明人間』での単調なマスク作りを嫌がらず、丹念な仕事をしていたと証言している。また、当時はアニメーションに関する資料がなかったため、アニメ映画を観に映画館へ通ったり、パラパラ漫画を制作するなど研究していたという。
特技監督の中野昭慶は、立体的で力量感のあった飯塚定雄に対し、幸は夢のあるファンタジックな動画を得意としていたと評している。
あだ名は「しぇんしぇい」だが、その由来について有川はオヤジさん（円谷英二）を「先生」と呼ぶのが「しぇんしぇい」となまっていたためそれがあだ名になったとしているが、中野は幸が九州で教師（先生）を務めていたことから「先生（）」と呼ばれていたと述べている。その後、幸自身が後者であることを認めている。
胃下垂であったため、一日中座りっぱなしの作画作業で胃を抱えて唸っていることが多かったという。
映画『モスラ』では、小美人の合成がうまくいかず、公開間近で円谷も切り上げようとする中、幸1人は1週間徹夜で作業し、公開初回には間に合わず未完成での上映となったものの、2回目には間に合わせ完成作品に差し替えるに至った。中野によれば、その翌日に幸は胃下垂で倒れたという。

## 映画
| 公開年月日     | 作品名               | 制作（配給）      | 役職             |
| -------------- | -------------------- | ----------------- | ---------------- |
| 1954年11月3日  | ゴジラ               | 東宝              | 光学作画         |
| 1954年12月29日 | 透明人間             | 東宝              | 光学作画         |
| 1957年12月28日 | 地球防衛軍           | 東宝              | 撮影助手（特撮） |
| 1959年10月25日 | 日本誕生             | 東宝              | 光学作画         |
| 1961年7月30日  | モスラ               | 東宝              | 光学作画         |
| 1961年10月8日  | 世界大戦争           | 東宝              | 光学作画         |
| 1962年3月21日  | 妖星ゴラス           | 東宝              | 光学作画         |
| 1962年8月11日  | キングコング対ゴジラ | 東宝              | 光学作画         |
| 1963年1月3日   | 太平洋の翼           | 東宝              | 光学作画         |
| 1963年5月29日  | 青島要塞爆撃命令     | 東宝              | 光学作画         |
| 1963年10月26日 | 大盗賊               | 東宝              | 光学作画         |
| 1964年1月13日  | 士魂魔道 大龍巻      | 宝塚映画 （東宝） | 光学作画         |